# Eugenie Sendrey

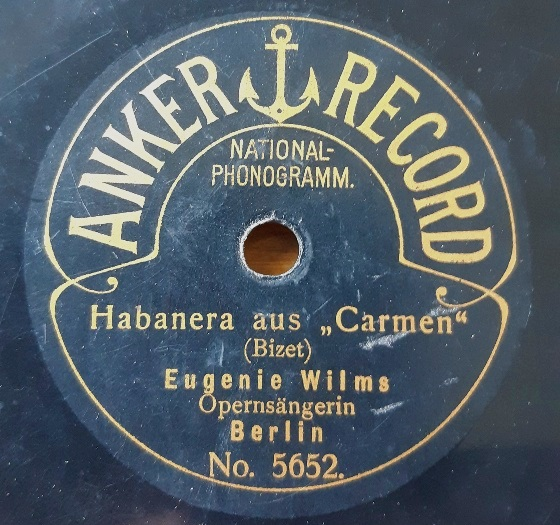
Schallplatte von Eugenie Sendrey (Berlin 1905)

Eugenie Sendrey (* 20. August 1884 in Wien; † 27. November 1955 in Los Angeles), auch Eugenie Szendrei (Hochzeitsname), Eugenie Weisz (Geburtsname) und Eugenie Wilms (Künstlername), war eine amerikanische Sopranistin österreich-ungarischer Herkunft, die unter ihrem Geburtsnamen Eugenie Weisz an der Wiener Hofoper unter Gustav Mahler gewirkt hatte. Eugenie Sendrey war die Ehefrau des Komponisten, Dirigenten und Musikwissenschaftlers Alfred Szendrei (später: Alfred Sendrey) und die Mutter des Komponisten und Arrangeurs Albert Richard Sendrey. Eines ihrer Geschwister war der Geiger, Dirigent und Komponist Paul Weiss (1888–1967, ursprünglich Paul Weisz).
Eugenie Sendrey wurde 1884 als Tochter von Leopold Weisz und seiner Frau Franciska, geborene Frankel, in Wien geboren. Sie wuchs in Wien mit vier Geschwistern auf. Eugenie Sendrey floh als Jüdin um 1933 mit ihrer Familie vor den Nationalsozialisten zunächst nach Paris. Durch den Überfall der Nationalsozialisten auf Frankreich im Mai und Juni 1940 musste die Familie weiter in die Vereinigten Staaten fliehen. Hier änderte sie ihren ungarischen Nachnamen „Szendrei“  auf die amerikanisierte Schreibweise „Sendrey“. Sendreys Mutter Franciska wurde im August 1942 in das Ghetto Theresienstadt deportiert und kam dort am 31. Dezember 1942 ums Leben. Ihr Vater war schon 1921 verstorben.
Unter dem Namen Eugenie Wilms existieren Aufnahmen ihrer Stimme auf Anker (Berlin 1905) und G&T (Berlin 1906, zwei Duette mit dem Tenor Fritz Werner).